# Sverigeflyg
Sverigeflyg war eine schwedische virtuelle Fluggesellschaft mit Sitz in Stockholm, die als Dachgesellschaft Flüge für verschiedene kleinere virtuelle Fluggesellschaften koordinierte. Diese wiederum ließen ihre Flüge durch mehrere und wechselnde Fluggesellschaften durchführen, die im Gegensatz zu den virtuelle Unternehmen über Betriebsgenehmigungen (Air Operator Certificates) verfügten.

## Geschichte
Sverigeflyg wurde 2001 gegründet. Unter dem Dach dieser eigentlich Sverigeflyg Holding benannten Firma fanden sich durch regionale Wirtschaftsverbände initiierte virtuelle Fluggesellschaften zusammen, die erste davon war Gotlandsflyg. Es folgten Kullaflyg (Ängelholm), Sundsvallsflyg, Blekingeflyg, Kalmarflyg, Flysmaland (Växjö) und Östersundsflyget.
Im Jahr 2011 wurde die Firma von der konkurrierenden Fluggesellschaft Braathens Aviation aufgekauft. Ein großer Teil der Flüge wurde durch Golden Air durchgeführt, die 2012 ebenfalls von Braathens Aviation gekauft wurde und zum 1. Januar 2013 ihren Namen in Braathens Regional änderte. 
Im Februar 2016 fusionierte Sverigeflyg mit Golden Air und Malmö Aviation zu BRA Braathens Regional Airlines.

## Flugziele
Ab Stockholm wurden Ziele in Schweden und Finnland angeflogen, diese erfolgen unter der Flugnummer der Muttergesellschaft. 

## Flotte
Mit Stand März 2016 bestand die von anderen Unternehmen für Sverigeflyg betriebene Flotte aus 10 Flugzeugen.
| Flugzeugtyp | Anzahl | bestellt | Anmerkungen                        | Sitzplätze |
| ----------- | ------ | -------- | ---------------------------------- | ---------- |
| ATR 72-500  | 5      |          | Betrieben durch Braathens Regional | 72         |
| ATR 72-600  | 1      | 4        | Betrieben durch Braathens Regional | 72         |
| Saab 2000   | 4      |          | Betrieben durch Braathens Regional | 50         |
| Gesamt      | 10     | 4        |                                    |            |